# Локс, Константин Григорьевич
Константин Григорьевич Локс (1889, Сураж, Черниговская губерния — 1956) — русский и советский литературовед, литературный критик, переводчик, мемуарист.

## Биография
Родился в семье земского врача. В 1907 закончил Смоленскую классическую гимназию. В том же году поступил на юридический факультет Московского университета, но через два года перевёлся на историко-филологический (окончил в 1913 г.). Университетский товарищ и друг Бориса Пастернака. По окончании университета работал словесником в женской гимназии Потоцкой, тогда же начал литературную деятельность. Первое опубликованное произведение — статья об Апулее в журнале «София». Сотрудничал в журнале «Современник» вместе с Пастернаком и С. Бобровым.
В 1918—1921 преподавал в родном городе, затем вернулся в Москву и стал учёным секретарём Главнауки при Наркомпросе, одновременно читал курс теории прозы в Высшем литературно-художественном институте (1921—1925). В 1927—1929 доцент этнолого-лингвистического факультета МГУ, в 1929—1932 преподаватель Московского областного пединститута, в 1932—1937 профессор ВГИКа. С 1937 до конца жизни профессор ГИТИС. В 1943—1945 преподавал также в Литературном институте. Проживал в Лебяжьем переулке г. Москвы.
Автор мемуаров «Повесть об одном десятилетии (1907—1917)» (написаны во время Великой Отечественной войны), в частности о поэтическом дебюте Пастернака.
Перевёл на русский язык произведения Оноре де Бальзака, Эмиля Золя, Виктора Гюго (в том числе «Собор Парижской Богоматери»), Ги де Мопассана, Мориса Метерлинка и других. Участвовал в работе над Литературной энциклопедией издания 1925 года. Литературный консультант серии книг «История фабрик и заводов».
Урна с прахом захоронена в колумбарии Донского кладбища.